# 피스톨 (드라마)
《피스톨》(영어: Pistol)은 폭스 온 훌루에서 2022년 5월부터 방영된 전기 드라마다. 영국의 기타리스트 스티브 존스와 그의 소속 밴드 섹스 피스톨즈를 다룬 작품이다. 배우 토비 월리스가 스티브 존스 역을 맡았다.